# 日本ロボット学会
一般社団法人日本ロボット学会（にほんろぼっとがっかい、英語: Robotics Society of Japan、略称:RSJ）は、ロボット工学とその関連分野の学会である。事務局は文京区本郷。

## 概要
1983年に設立され、現在では約4,100名の会員、68団体の賛助会員を擁する。学問領域の進展を目指し、研究発表と技術交流の場を専門家に提供することを目的とする。
2013年にはIROS東京開催に併せて第1回インターナショナルハイスクールIRH2013を開催した。
2015年には国際ロボット展iREX2015の併設行事として，第2回インターナショナルハイスクールIRH2015を開催した。

## 歴代会長
- 1983-84年 藤井澄二
- 1985-86年 加藤一郎
- 1987-88年 森政弘
- 1989-90年 花房秀郎
- 1991-92年 梅谷陽二
- 1993-94年 三浦宏文
- 1995-96年 有本卓
- 1997-98年 三浦博孝
- 1999-2000年 木下源一郎
- 2001-02年 江尻正員
- 2003-04年 吉川恒夫
- 2005-06年 内山隆
- 2007-08年 佐藤知正
- 2009-10年 榊原伸介
- 2011-12年 川村貞夫
- 2013-14年 小平紀生
- 2015-16年 高西淳夫
- 2017-18年 澤俊裕
- 2019-20年 浅田稔
- 2021-22年 村上弘記
- 2023-24年 菅野重樹
- 2025-26年 久保田哲也